# Cadarache
Cadarache (olvasd: Kádárás) egy nukleáris energiával foglalkozó kutatóközpont Franciaországban, a Bouches-du-Rhône megyében, Provence-Alpes-Côte d’Azur régióban. A Commissariat à l'Énergie Atomique (CEA) alapította meg 1959-ben. A központ Saint-Paul-lès-Durance község területén fekszik, Marseilletől 60 km-rel van északnyugatra.
A francia nukleáris kutatások központja 1959-től működik, miután Charles de Gaulle megindította Franciaország önálló atomenergia-programját.
Az ITER szervezete tokamak típusú fúziós reaktorának helyszínéül választotta 2005. június 28-án. Az építkezés 2006-ban kezdődött és 2016-ra tervezték befejezni. Jelenleg 2035 a céldátum. A kutatóközpontban épül a Jules Horowitz Reaktor is.
A nemzetközileg is kiemelkedő projektek védelme miatt térképeken nem jelenítik meg a kutatóközpont részleteit.

## Külső hivatkozások
- Cadarache ITER honlapja
- CEA kutatóközpont Cadarache-ban